# Arthur Ainslie Crook
Arthur Ainslie Crook, britanski general, * 1899, † 1981.